# Al-Asraf Dzsanbulát egyiptomi szultán
Al-Asraf Dzsanbulát (1455 k. – 1501 januárja után) az egyiptomi burdzsí (cserkesz) mamlúkok huszonegyedik szultánja volt (uralkodott 1500 júniusától 1501 januárjáig). Teljes titulusa al-Malik al-Asraf, melynek jelentése „a legnemesebb király”.
Ahogy elődjét, az-Záhir Kánszauhot, úgy atabégi rangot viselő Dzsanbulátot is Túmán Báj, egy befolyásos mamlúk tette hatalomra, miután megbuktatta elődjét. Túmán Báj ezúttal is magának szerette volna megszerezni a szultáni rangot, ám az előkelőségek ellenállása miatt most is kénytelen volt megelégedni a davádári ranggal Dzsanbulát mellett. Most azonban kevesebbet várt, mint Kánszauh idejében: már 1501 januárjában szultánná kiáltotta ki magát egy szíriai hadjárat alkalmával, ahonnan visszatérve átvette a hatalmat. Dzsanbulát sorsa ismeretlen. Túmán Báj azonban még bábjainál is rövidebb ideig volt képes megtartani trónját.